# H43 Lund
H43 Lund Handbollsförening (H43 Lund HF), tidigare Lunds handbollsklubb av år 1943 (H43 Lund), är en efterföljare till handbollsklubben bildad 1943 i Lund av en skolklass och dess lärare Yngve Wallmer. Hemmamatcherna spelades först i Lunds idrottshall, sedan i Sparbanken Skåne Arena.
Klubben har haft två spelare som vunnit skytteligan, Stefan Sievnert och Zoran Roganović. Roganović vann skytteligan sex gånger (2006, 2009, 2010, 2011, 2012 och 2014) och är dessutom hela ligans främsta målskytt genom tiderna med totalt 2 277 mål i Elitserien/Handbollsligan, merparten för H43.
Det har funnits en stor lokal rivalitet med Lugi där derbyna lockar stor publik. H43 var mera arbetarnas klubb medan Lugi anknöt till universitetet. 
Föreningen gick i konkurs i december 2014. Den 28 januari 2015 bildades H43 Lund Handbollsförening och började om i seriesystemet på både dam- och herrsidan.

## Herrlaget

### Historia
År 1956 kvalificerade H43 sig för allsvenskan. Där spelade de sedan i 14 säsonger till 1970. Bästa resultat var en andraplacering 1965/1966 och en tredjeplats 1959/1960. Det fanns en rivalitet med Lugi, där derbyna mellan lagen lockat stor publik. Derbyna började spelas 1959 då Lugi tog sig till allsvenskan. Det var vid ett derby som publikrekordet i Lunds idrottshall sattes.
Det skulle ta nio år från 1970 innan H43 återkom till högsta serien, 1979. Period för H43 i eliten varade i sju år till 1986. Under dessa år blev den bästa placeringen i serien en sjätteplats 1984/1985.
Från 1986 till 2000 spelade klubben i lägre divisioner men 2000 var man åter i elitserien. 1999 utsågs klubben till Sveriges bästa ungdomsklubb. Efter 12 år i elitserien ramlade man ur eliten 2012 men vann direkt allsvenskan och återkom till eliten 2013. Den ekonomiska bakgrunden skildras nedan. Sportsligt var det bara 2007/2008 som klubben fick ett bra resultat och blev fyra i grundserien, och tog sig till semifinal mot Hammarby, som dock blev för svåra. Hammarby blev sedan svenska mästare för tredje gången i rad 2008. Efter återkomsten i elitserien 2013 blev man 12:a i serien och klarade kontraktet i kvalserien.
Inför säsongen 2014/2015 sålde klubben sin främsta spelare Zoran Roganović till lokalrivalen Lugi. Klubben hade en instabil ekonomi och uteblivna sponsorintäkter och publikintäkter drev klubben senare i konkurs.

### Ekonomisk kris
Den 16 januari 2012 meddelades att herrlaget skulle lämna Elitserien för spel i Allsvenskan från säsongen 2012/2013 sedan klubben befunnit sig i ekonomisk kris, men två veckor senare, den 30 januari, meddelades att klubben räddades kvar efter en insamling. Insamlingen gav 700 000 kr och resterande av de 850 000 som man behövde säkrades genom att spelarna sänkte sin löner.

### Konkurs
Den 4 december 2014 meddelades att herrlaget lämnade Elitserien på grund av klubben beslutat att lämna in konkursansökan. Mats Andersson kommenterar beslutet: "Det är en chock, jag hade ingen aning om detta och vet att ingen annan i klubben visste någonting om konkurs. Det har varit tyst som en mussla från styrelsen. Det hela är amatörmässigt skött, menar Mats Andersson, tidigare styrelsemedlem i över 40 år och idag ungdomstränare i H43." Zoran Roganovic kommenterade "De har gjort sig av med personer som kan H43, bland andra Mats Andersson, Lars Granath och jag.........– Jag nämner inga namn men de som styr klubben är skyldiga till konkursen. Eftersom klubben drog sig ur serien 2014/2015 räknas den inte som deltagande lag i serien. Genom konkursen upphörde klubben att existera och upplöstes. Den nya klubb som skildras nedan är en ny klubb även om dess namn är ett arv från gamla H43.

### Nya H43
"H43:s ungdomsverksamhet, damlag och reservlaget Lejonen ska dock räddas förklarar klubbordförande Caj-Åke Andersson." Efter konkursen grundades en ny klubb som fortsatte ungdomsverksamheten i klubben. "H43 Lund handbollsförening bildades den 28 januari 2015. Detta blev en nystart efter en olycklig konkurs i december 2014." Citat från Verksamhetsberättelse 2015-2016 H43 Lund.  Både herr- och damlaget började då om i division 3. Säsongen 2017/2018 spelade herrlaget i division 2 södra. Så gör man fortsatt 2022/2023 efter att ha misslyckats att kvala till division 1 våren 2022.

## Damlaget
Den äldre klubben spelade tre säsonger, 2010–2013, i elitserien på damsidan, med kvartsfinal 2013 som bästa resultat. Damlaget hade ett samarbete med den framgångsrika ungdomsföreningen KFUM Lundagård och spelade under namnet H43/Lundagård. 2013 drog man sig dock ur elitserien. Klubben angav spelarbrist som skäl. Det är troligare att denna spelarbrist orsakades av en brist på vilja att satsa på damverksamheten. Samarbetet med KFUM Lundagård avslutades.
Efter att gamla klubben lades ner spelade damlaget i div 2 södra. 2017 rapporterade Skånesport "H43:s flicklag lyfter klubben mot eliten igen". 2018 vann damjuniorerna JSM-guld. Hösten 2022 spelar man i division 1 efter att ha tagit sig upp en nivå våren 2022.

## Spelare i urval

### Herrar
- Lars Andersson (1986–1990, 1991–1995, 1996–1999)
- Olof Ask (2001–2007)
- Tomas Axnér (1992–1995, 2005–2010)
- Christoffer Geissler (2000–2007, 2012–2014)
- Henrik Johnsson
- Kjell Jönsson  (1959–1969)
- Jesper Larsson (2007–2009)
- Anton Månsson (2006–2010)
- Lars Norgren (spelare: 1967–1974, 1981–1984; tränare: 1987–1991, 1993–1996)
- Andreas Palicka (–2002, ungdomsspelare)
- Zoran Roganović (2003–2014, 2017–2018)
- Harry Winberg (1943–1949, 1954–1961)
- Jonas Persson (1998–2002)
- Bengt Nedvall (1961–1970)

### Damer
- Ebba Engdahl
- Ilse Köhne
- Marie Wall
- Vanessa Tellenmark